# Bestuurlijk rechtsoordeel
Een bestuurlijk rechtsoordeel is volgens de ABRVS een rechtsoordeel dat door een bevoegd bestuursorgaan op verzoek gegeven is. Dit rechtsoordeel gaat over de toepasselijkheid van publiekrechtelijke voorschriften. Een bestuurlijk rechtsoordeel is een definitief bedoeld oordeel van een bestuursorgaan voor een concrete situatie.
Dit rechtsoordeel is in eerste instantie niet aan te merken als een besluit in de zin van artikel 1:3 lid 1 van de Awb, het is namelijk aan te merken als een melding. Toch gezien de rechtsbescherming, zou het in uitzonderlijke gevallen handig zijn om een bestuurlijk rechtsoordeel als een besluit aan te kunnen merken. Het rechtsoordeel wordt dan door de bestuursrechter schriftelijk gelijkgesteld met een besluit in de zin van de Awb. Dit gelijkstellen door de bestuursrechter wordt ook wel een strategisch besluitbegrip genoemd.
De bestuursrechter doet dit echter zeer terughoudend en er zal aan de volgende vereisten voldaan moeten worden om tot een gelijkstelling van een bestuurlijk rechtsoordeel met een besluit over te gaan:
- Het oordeel over de toepasselijkheid van een wettelijk voorschrift is zelfstandig en definitief bedoeld.
- Er valt op korte termijn geen appellabel besluit te verwachten waarin antwoord wordt gegeven op de vraag; of er een besluit vereist is en of de betreffende activiteit is toegestaan.
- Het is voor de belanghebbende onevenredig bezwarend om een besluit af te wachten of uit te lokken.

Pas als aan alle 3 vereisten voldaan is, kan er voor een gelijkstelling door de rechter gekozen worden.